# Герман (Нямц)
Герман (рум. Gherman) — село у повіті Нямц в Румунії. Входить до складу комуни Біказ-Кей.
Село розташоване на відстані 267 км на північ від Бухареста, 38 км на захід від П'ятра-Нямца, 134 км на захід від Ясс, 133 км на північ від Брашова.

## Населення
За даними перепису населення 2002 року у селі проживали 94 особи, усі — румуни. Усі жителі села рідною мовою назвали румунську.